# Campeonato de Wimbledon 2000
Lista de los campeones del Campeonato de Wimbledon de 2000:

## Individual Masculino
Pete Sampras¹ (USA) d. Patrick Rafter (AUS), 6-7(10), 7-6(5), 6-4, 6-2 

## Individual Femenino
Venus Williams² (USA) d. Lindsay Davenport (USA), 6-3, 7-6(3)

## Dobles Masculino
Todd Woodbridge/Mark Woodforde (AUS) d. Paul Haarhuis (NED)/Sandon Stolle (AUS), 6-3, 6-4, 6-1 

## Dobles Femenino
Serena Williams/Venus Williams³ (USA) d. Julie Halard-Decugis (FRA)/Ai Sugiyama (JPN), 6-3, 6-2

## Dobles Mixto
Kimberly Po/Don Johnson (USA) d. Kim Clijsters (BEL)/Lleyton Hewitt (AUS), 6-4, 7-6
¹ Sampras consigue el récord de ganar 7 títulos de Wimbledon en individuales

² Primer Grand Slam de Venus Williams

³ Primera vez en que dos hermanas ganan el torneo de Wimbledon en dobles femenino
| Predecesor: 1999                         | 'Campeonato de Wimbledon 2000' 2000 | Sucesor: 2001                           |
| Predecesor: Torneo de Roland Garros 2000 | Grand Slam 2000                     | Sucesor: Abierto de Estados Unidos 2000 |

- Datos: Q912491